# Fosfoinozitidna fosfolipaza C
Fosfoinozitidna fosfolipaza C (EC 3.1.4.11, trifosfoinozitid fosfodiesteraza, fosfoinozitidaza C, 1-fosfatidilinozitol-4,5-bisfosfat fosfodiesteraza, monofosfatidilinozitol fosfodiesteraza, fosfatidilinozitol fosfolipaza C, PI-PLC, 1-fosfatidil-D-mio-inozitol-4,5-bisfosfat inozitoltrisfosfohidrolaza) je enzim sa sistematskim imenom 1-fosfatidil-1-mio-inozitol-4,5-bisfosfat inozitoltrisfosfohidrolaza. Ovaj enzim katalizuje sledeću hemijsku reakciju
1-fosfatidil-1-mio-inozitol 4,5-bisfosfat + 2O {\displaystyle \rightleftharpoons } 1D-mio-inozitol 1,4,5-trisfosfat + diacilglicerol
Ovi enzimi formiraju ciklične fosfatne Ins(ciklični1,2)P(4,5)P2 kao i Ins(1,4,5)P3. On deluju na fosfatidilinozitol.

## Literatura
- Nicholas C. Price; Lewis Stevens (1999). Fundamentals of Enzymology: The Cell and Molecular Biology of Catalytic Proteins (Third изд.). USA: Oxford University Press. ISBN 019850229X.
- Eric J. Toone (2006). Advances in Enzymology and Related Areas of Molecular Biology, Protein Evolution (Volume 75 изд.). Wiley-Interscience. ISBN 0471205036.
- Branden C; Tooze J. Introduction to Protein Structure. New York, NY: Garland Publishing. ISBN 0-8153-2305-0.
- Irwin H. Segel. Enzyme Kinetics: Behavior and Analysis of Rapid Equilibrium and Steady-State Enzyme Systems (Book 44 изд.). Wiley Classics Library. ISBN 0471303097.

## Spoljašnje veze
- Phosphoinositide+phospholipase+C на 